# Arbeitsgericht Remscheid
Das Arbeitsgericht Remscheid war ein preußisches Arbeitsgericht mit Sitz in Remscheid.

## Geschichte
Gemäß Arbeitsgerichtsgesetz vom 23. Dezember 1926 wurden in Deutschland Arbeitsgerichte gebildet. Diese waren nur in der ersten Instanz organisatorisch selbstständige Gerichte, die Landesarbeitsgerichte waren den Landgerichten zugeordnet. Am Landgericht Elberfeld entstand so 1927 das Landesarbeitsgericht Elberfeld als eines von vier Landesarbeitsgerichten im Bezirk des Oberlandesgerichtes Düsseldorf. In Remscheid entstand das Arbeitsgericht Remscheid. Sein Sprengel umfasste den Bezirk des Amtsgerichts Remscheid und die Landgemeinde Cronenberg. Es bestand je eine Kammer für Arbeiter, für Angestellte und für Handwerk.
1931 wurde das Arbeitsgericht Remscheid-Lennep aufgehoben und sein Sprengel dem Arbeitsgericht Remscheid zugeordnet. Lediglich der Sprengel des Amtsgerichts Ronsdorf kam zum Arbeitsgericht Wuppertal.
Nach der Besetzung Deutschlands durch die Alliierten wurden 1945 zunächst alle Gerichte geschlossen. Die ordentlichen Gerichte wurden schon bald wieder eröffnet, während die Arbeitsgerichte zunächst nicht wieder eingerichtet wurden, so dass arbeitsgerichtliche Streitigkeiten von den ordentlichen Gerichten erledigt werden mussten. Gemäß Kontrollratsgesetz 21 vom 30. März 1946 sollten in Deutschland Arbeitsgerichte aufgebaut werden. Das Arbeitsgericht Remscheid entstand dabei nicht neu.